# Heinrich Kautsch

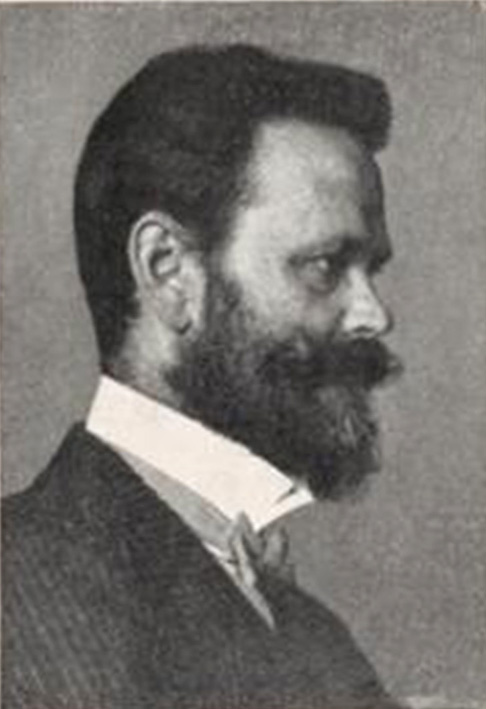
Henry Kautsch, Delegierter der Internationalen Kunstausstellung im Kunstpalast Düsseldorf – Internationale Kunstausstellung und große Gartenbau-Ausstellung, Düsseldorf 1904

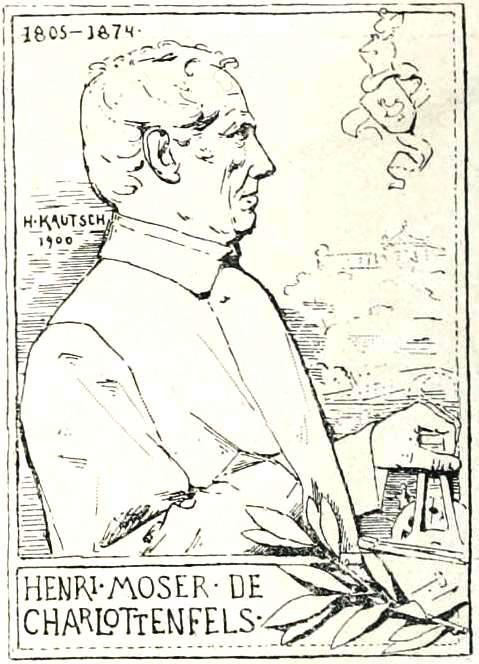
Entwurf für eine Plakette zu Ehren von Heinrich Moser (1805–1874), 1900

Heinrich Kautsch (auch Henry Kautsch, * 28. Jänner 1859 in Prag, Böhmen; † 29. September 1943 in Wien) war ein österreichischer Bildhauer und Medailleur.

## Leben
Seine erste Ausbildung erhielt Heinrich Kautsch an der Prager Goldschmiedeschule, ehe er nach Wien übersiedelte. Dort studierte er an der Kunstgewerbeschule unter den Professoren Stefan Schwartz und Otto König. Studienreisen führten ihn nach Frankreich, Deutschland und Italien, wobei er seine Reisenotizen in 168 Blättern festhielt. 1882 erhielt er einen Lehrstuhl an der Kunstgewerbeschule in Prag. 1887 wurde er Konservator des Gewerbemuseums in Budweis, welches er reorganisierte. 1888 veröffentlichte Kautsch sein Werk Goldschmiedearbeiten des 15. bis 19. Jahrhunderts in deutscher und französischer Sprache. 1889 übersiedelte er nach Paris, wo er bei Jean-Antoine Injalbert und Louis Auguste Roubaud tätig war. Auf der Pariser Weltausstellung 1900 war Kautsch als Delegierter der Bosnien-Herzegowina-Abteilung und als Vizepräsident der internationalen Jury tätig. 1902 übernahm er die Organisation der französischen und 1904 der franko-amerikanischen Abteilung auf der internationalen Ausstellung im Kunstpalast Düsseldorf. Als 1914 der Erste Weltkrieg ausbrach, ging Kautsch wieder nach Wien. Hier schuf er zum Beispiel die so genannte „Kaiserplakette“, einen von der Kriegsfürsorge-Organisation „Kälteschutz“ vertriebenen und stark beworbenen Spendenartikel. In der Zwischenkriegszeit entwarf Kautsch die Kränze für das Heldentor am Wiener Burgring.
Neben Medaillen und Plaketten schuf Heinrich Kautsch auch eine Reihe von Grabdenkmälern, welche sich heute in Amsterdam, Prag, Meran und Salzburg befinden. Besonders beherrschte der Künstler das Flachrelief, wobei er diese spezifische Technik in Paris gelernt hatte. Bei der Vervielfältigung seiner Arbeiten spielte die Galvanoplastik eine große Rolle. Heinrich Kautsch starb 1943 vielfach geehrt und ausgezeichnet in Wien.

## Werke (Auszug)
- Reliefplakette Austria et Fortitudo, 1914/18, Kupferblech, Heeresgeschichtliches Museum, Wien
- Reliefplakette zu Ehren von Heinrich Moser, 1900, verschiedene Metalle, Musée d’Orsay, Paris
- Kaiser-Franz-Joseph-Denkmal in Pulkau, Bronze, 1898